# Nick Whitworth
Nick Whitworth amerikai amerikaifutball-játékos és -edző, 2022-től a Washington State Cougars csapatkoordinátora.
A mackayi középiskolában érettségizett. 1998 és 2001 között az Idaho State Bengals játékosa volt, diplomáját az Idahói Állami Egyetemen szerezte.

## Pályafutása

### Idaho State Bengals
2001-ben alma matere, az Idaho State Bengals segédedzője lett. 2003-ban teljes munkaidős csapatkoordinátor és a running backek edzője, továbbá toborzó és edzőtábor-koordinátor lett. A Big Sky Conference-ben több ranglistán is az élen álltak.

### Montana Western Bulldogs
2010-ben a Montana Western Bulldogs támadókoordinátora és running backjeinek edzője lett.

### Central Washington Wildcats
2011 és 2014 között a Central Washington Wildcats csapatkoordinátora és running backjeinek edzője volt. 2014-ben a labdaelvételek ranglistájának első helyén álltak.

### Portland State Vikings
2015 és 2018 között a Portland State Vikings csapatkoordinátora és running backjeinek edzője volt, ez idő alatt több játékosa is elnyerte az All-America elismerést.

### Texas State Bobcats
2019 és 2021 között a Texas State Bobcats csapatkoordinátora volt. 2020-ban a csapat vezette a Sun Belt Conference rúgóátlag-ranglistáját. Whitworth segítségével Jeremiah Haydel lett az első All-America-kitüntetett Bobcats-játékos.
2020-ban támadójátékuk az előző szezonhoz képest 65%-kal javult.

### Washington State Wildcats
2022 januárjában a Washington State Wildcats csapatkoordinátora és tight endjeinek edzője lett; egy évtized után ő az első, aki utóbbi tisztséget betölti.

## Fordítás
- Ez a szócikk részben vagy egészben  a   Nick Whitworth című angol Wikipédia-szócikk ezen változatának fordításán alapul.  Az eredeti cikk szerkesztőit annak laptörténete sorolja fel. Ez a jelzés csupán a megfogalmazás eredetét és a szerzői jogokat jelzi, nem szolgál a cikkben szereplő információk forrásmegjelöléseként.